# Рама (Нью-Мексико)
Рама (англ. Ramah) — переписна місцевість (CDP) в США, в окрузі Маккінлі штату Нью-Мексико. Населення — 461 особа (2020).

## Географія
Рама розташована за координатами 35°8′15″ пн. ш. 108°29′9″ зх. д. / 35.13750° пн. ш. 108.48583° зх. д. (35.137548, -108.485906).  За даними Бюро перепису населення США в 2010 році переписна місцевість мала площу 10,03 км², уся площа — суходіл.

## Демографія
Згідно з переписом 2010 року, у переписній місцевості мешкало 370 осіб у 134 домогосподарствах у складі 94 родин. Густота населення становила 37 осіб/км².  Було 169 помешкань (17/км²).
Расовий склад населення:
| - 71,4 % — білих - 16,2 % — корінних американців - 0,3 % — чорних або афроамериканців - 0,3 % — азіатів - 2,2 % — осіб інших рас |

До двох чи більше рас належало 9,7 %. Частка іспаномовних становила 10,0 % від усіх жителів.
За віковим діапазоном населення розподілялося таким чином: 31,1 % — особи молодші 18 років, 54,3 % — особи у віці 18—64 років, 14,6 % — особи у віці 65 років та старші. Медіана віку мешканця становила 35,6 року. На 100 осіб жіночої статі у переписній місцевості припадало 86,9 чоловіків;  на 100 жінок у віці від 18 років та старших — 83,5 чоловіків також старших 18 років.
Середній дохід на одне домашнє господарство  становив 51 076 доларів США (медіана — 64 250), а середній дохід на одну сім'ю — 65 453 долари (медіана — 65 956). За межею бідності перебувало 11,5 % осіб, у тому числі 0,0 % дітей у віці до 18 років та 11,1 % осіб у віці 65 років та старших.
Цивільне працевлаштоване населення становило 87 осіб. Основні галузі зайнятості: освіта, охорона здоров'я та соціальна допомога — 81,6 %, публічна адміністрація — 14,9 %, сільське господарство, лісництво, риболовля — 3,4 %.